# Cephalanthera calcarata
Cephalanthera calcarata är en orkidéart som beskrevs av Sing Chi Chen och Kai Yung Lang. Cephalanthera calcarata ingår i släktet skogsliljor, och familjen orkidéer. Inga underarter finns listade i Catalogue of Life.